# Prunus compacta
Prunus compacta är en rosväxtart som beskrevs av Louis Otho Otto Williams. Prunus compacta ingår i släktet prunusar, och familjen rosväxter. Inga underarter finns listade i Catalogue of Life.